# أليكس مولا
أليخاندرو ميغيل أليكس مولا سانشبز (بالإسبانية: Alejandro Miguel "Álex" Mula Sánchez) هو لاعب كرة قدم إسباني يلعب في مركز الجناح ولد في يوم 23 يوليو 1996 في برشلونة، يلعب حالياً مع نادي ملقا وسبق له اللعب مع نادي ألكوركون ونادي تينيريفي.

## روابط خارجية
- أليكس مولا على موقع قاعدة بيانات كرة القدم.إي يو (الإنجليزية)
- أليكس مولا على موقع Soccerway.com (الإنجليزية)